# John Atta Mills
John Evans Fifii Atta Mills (Tarkwa, 21 de juliol de 1944 - Accra, 24 de juliol de 2012) va ser un polític ghanès que ocupà el càrrec de president de Ghana d'ençà el 7 de gener de 2009 fins a la seva mort.